# 瀬上林右衛門
瀬上林右衛門義明（せのうえ りんえもん よしあき、- 慶応元年〈1865年〉）は、江戸時代の肥後熊本藩士、山役人、窯元。
南関手永（現在の熊本県玉名郡の一部）の御山支配役を務めるかたわら、当時生産量が衰えていた小代焼の増産のため瀬上窯を築いた。

## 出自
先祖附によれば、瀬上氏は細川氏一門の長岡家に召し抱えられた奥州仙台出身の浪人・瀬上又右衛門正次にはじまるという。その後、3代・林右衛門知義が本家の家督を弟・善右衛門に継がせ、分家し御山支配役として南関手永に赴任した。林右衛門知義には子がなく、養子に甚兵衛補守を迎えた。この甚兵衛の三男として生まれたのが林右衛門義明である。
瀬上姓は現在の福島県福島市瀬上町に由来するとされ、幕末に長州藩士・世良修蔵を襲撃した仙台藩士・瀬上主膳等がいる。

## 林政事業
林右衛門知義が御山支配役として植林をはじめた元文3年(1738年)から、甚兵衛補守を経て林右衛門義明の代文政6年(1823年)に至るまでの85年間に、スギ・ヒノキ苗のみで約868万本・150町歩を植林した記録がある。スギやヒノキのみならずマツ、カシ、クス、シイ、サクラ、ハゼノキなどさまざまな樹種が植えられており、実生苗や挿し木苗も含めて、総植樹数・面積はさらに厖大であったと考えられる。玉名郡和水町水源地区には涵養林を造林した功績を称え、林右衛門義明を山神として祀った石像が立てられている。
また林右衛門義明は、御客屋（御茶屋）・浜町様屋敷・干拓事業等の御用材木伐り出しにも活躍している。
御山支配役は禄高数石程度の郷士身分である。林右衛門義明は職務に励んだ結果、御留守居御中小姓列に進んだ。

## 陶器の殖産事業
細川氏の肥後入国以来小代焼の生産は一子相伝であり、牝小路氏・葛城氏の両本家当主による質を重んじた少量生産、瓶焼窯一窯のみであった。
当時、肥後国内の陶磁器生産量は減少しており、熊本城下には他国の安価な陶磁器が流入し国益をそこなっていた。職業柄、薪を管理する立場であった林右衛門義明は、藩の支援のもと小代焼の増産を企てた。
牝小路・葛城両本家に協力を求めたが、両家とも多忙であったとみられ、協力を得られなかった。そこで、かつて牝小路本家の当主であった（養子であったため養父の実子に家督を譲り分家していた）牝小路和左衛門に協力を求め、天保3年(1832年)に藩から3貫目を借用し、これを元手に和左衛門の屋敷内に最初の窯を築いた（のち和左衛門は独立し石原窯と呼ばれる）。
林右衛門義明は最初の窯が手狭であるとして、天保7年(1836年)、藩からの借用金2貫300目と自前で都合した7貫目を元手に、藩の櫨場(ハゼノキの育苗場)を借りて瀬上窯を築いた。職人は地元のみではなく、他国からも雇い入れている。主に日用雑器を生産し、「小代」・「五徳」・「松風」等を窯印に熊本県北部を中心に販売した。
窯印の「五徳」は、「消毒作用がある・茶の保存性に優れる・酒の保存性に優れる・移り香を防ぐ・汚れたら火の中に入れると新品同様になる」等の小代焼にあるとされた効能から名付けられたものである。牝小路・葛城・瀬上らによって作られたとみられる宣伝文句であり、この効能を挙げ加藤清正人気にあやかった宣伝文が残っている。
「松風」は肥後国の北の関所である南の関の別称「松風の関」からとられたものである。瀬上窯で修業した野田広吉によって開かれた野田窯は、松風焼と称し現在も作陶している。
瀬上窯は牝小路・葛城両家の瓶焼窯との交流もあり、手伝い等の職人の行き来もあったと考えられており、瓶焼窯が老朽化し使用不能になったのち、牝小路・葛城両家もこの窯を使用して作陶したとみられる。
林右衛門義明の死後、瀬上家は家族と数名の職人で作陶したが、働き手が教職に就くなど減少したため、明治20年代には経営から手を引いた。瀬上窯は賃貸され大正年間まで焼かれた。
遺構は玉名郡南関町に現存しており、平成元年に発掘調査・公園整備がなされ、瓶焼窯とともに古小代の里公園の一部となっている。毎年3月に陶器・梅まつりが行われる。

## その他
林右衛門義明の養子で御山支配役代役であった瀬上権之助義光は、幕末に木下助之らを中心に行っていた西洋式雷管銃開発に加わり、銃に適した台木と鋼材の選定にあたった。